# Leptobatopsis cardinalis
Leptobatopsis cardinalis là một loài tò vò trong họ Ichneumonidae.